# Melleville
Melleville ist eine französische Gemeinde mit 261 Einwohnern (Stand: 1. Januar 2022) im Département Seine-Maritime in der Region Normandie. Sie gehört zum Arrondissement Dieppe, zum Kanton Eu und ist Teil des Kommunalverbands Villes Sœurs. Seit März 2008 ist Agnès Join Bürgermeisterin.

## Geographie
Melleville ist ein Bauerndorf im Naturraum Pays de Bray. Es liegt 32 Kilometer östlich von Dieppe.

### Nachbargemeinden
| Le Mesnil-Réaume     | Monchy-sur-Eu   | Millebosc  |
| Cuverville-sur-Yères | Kompass         | Guerville  |
| Sept-Meules          | Villy-sur-Yères | Grandcourt |

## Etymologie
Die erste Erwähnung Mellevilles stammt aus mittelalterlichen Handschriften und erscheint 1107 in den Formen Merlevilla und Mellevilla, Anfang des 12. Jahrhunderts alsMerulevilla  und später als Merula Villa.
Der Name endet auf „-ville“, was ein „ländliches Gebiet“ (aus dem Gallorömischen), der erste Wortteil ist ein Anthroponym, wie es am häufigsten bei dieser Namensart. In diesem Fall ist es Merulus oder Merlus, zitiert von Marie-Thérèse Morlet, basierend auf dem merle. Außerdem war Merolus im achten Jahrhundert Bischof von Le Mans. Derselbe Namen findet sich in Melleville (Département Eure, Merleville, 1254) oder Marlemont (Département Ardennes, Merlemont, 1248).
Eine Variante mit ihrem Ende -o (Einfluss germanischer Namen) Merlo / Merlinus, wie Mélamare (Melonmare, 1337), ist in den Familiennamen Merlin, Meslin und Mellin zu finden.

## Geschichte
Seit Beginn des zwölften Jahrhunderts sind die Namen der Herren von Melleville bekannt. Der normannische Ritter Galfridus de Melville ging im 11. Jahrhundert mit Wilhelm dem Eroberer auf die britischen Inseln, seine Nachfahren ließen sich im 12. Jahrhundert unter König David I. im schottischen Midlothian nieder und begründeten den  schottischen Clan Melville. George Melville, 3. Baron Melville, wurde 1690 von Wilhelm III. zum 1st Earl of Melville erhoben. Später ist die schottische Familie ausgestorben. 
Einer der Herren auf Mellville, Nicolas de Saint-Ouen war von 1482 bis 1487 Bürgermeister von Eu. In der dortigen Kirche ziert ein Hochrelief die Kapelle, die er dort besaß
Im 17. Jahrhundert bestand Melleville aus zwei Lehen dar: das Lehen oder die Herrschaft von Melleville und die Hochburg von Caudecotte (von angelsächsisch-altnordischen Kaldkot, was „kalte Wohnung“ bezeichnet). Zur gleichen Zeit verschwand die Windmühle, was Bewohner zwang, ihr Getreide in benachbarten Dörfern zu mahlen. Sie wird wieder aufgebaut, bevor sie um 1727 wieder verschwand.

## Bevölkerungsentwicklung
Die Bevölkerungsanzahl ist durch Volkszählungen seit 1793 bekannt. Die Einwohnerzahlen bis 2005 werden auf der Website der École des Hautes Études en Sciences Sociales veröffentlicht.
| Jahr | Bevölkerungsanzahl |
| ---- | ------------------ |
| 1962 | 324                |
| 1968 | 280                |
| 1975 | 277                |
| 1982 | 274                |
| 1990 | 281                |
| 1999 | 294                |
| 2006 | 287                |
| 2015 | 272                |

## Sehenswürdigkeiten
Die Kirche Saint-Martin stammt aus dem 16., 17. und 18. Jahrhundert. Die Kirche und der Friedhof sind am Rand der Straße, die nach Villy führt, isoliert. Sie wurden im 16. und 17. Jahrhundert auf einem rechteckigen Grundriss errichtet. Seine heutige Form des Lateinischen Kreuzes verdankt es der Hinzufügung von zwei Kapellen. Die nach Norden gerichtete Kirche, die der Maria, Mutter Jesu gewidmet ist, wurde von der Familie Boissel um 1678 errichtet. Sie besteht aus Ziegeln, die mit Trümmerschutt vermischt sind. Die Kapelle Saint Joseph im Süden stammt aus dem Jahr 1873. Das Kirchenschiff wurde im 17. Jahrhundert aus Kalkstein gebaut.
Seit der Französischen Revolution sind nur noch zwei der ursprünglich drei Kirchenglocken vorhanden. Eine trägt die Jahreszahl 1526 und wurde nach Abt von Tréport benannt. Im Chor findet sich oben die Gedenkinschrift einer Stiftung (1548). Unter dem Pflaster des Heiligtums befindet sich ein Gewölbe, in dem die Pfarrer begraben sind. Das Altarretabel im Stil Ludwigs XIV. stammt aus dem Jahr 1749. Es zeigt ein Gemälde von Deshayes, das die Jungfrau darstellt, die den heiligen Rosenkranz in der Hand hält. In Melville gibt eine Burg.

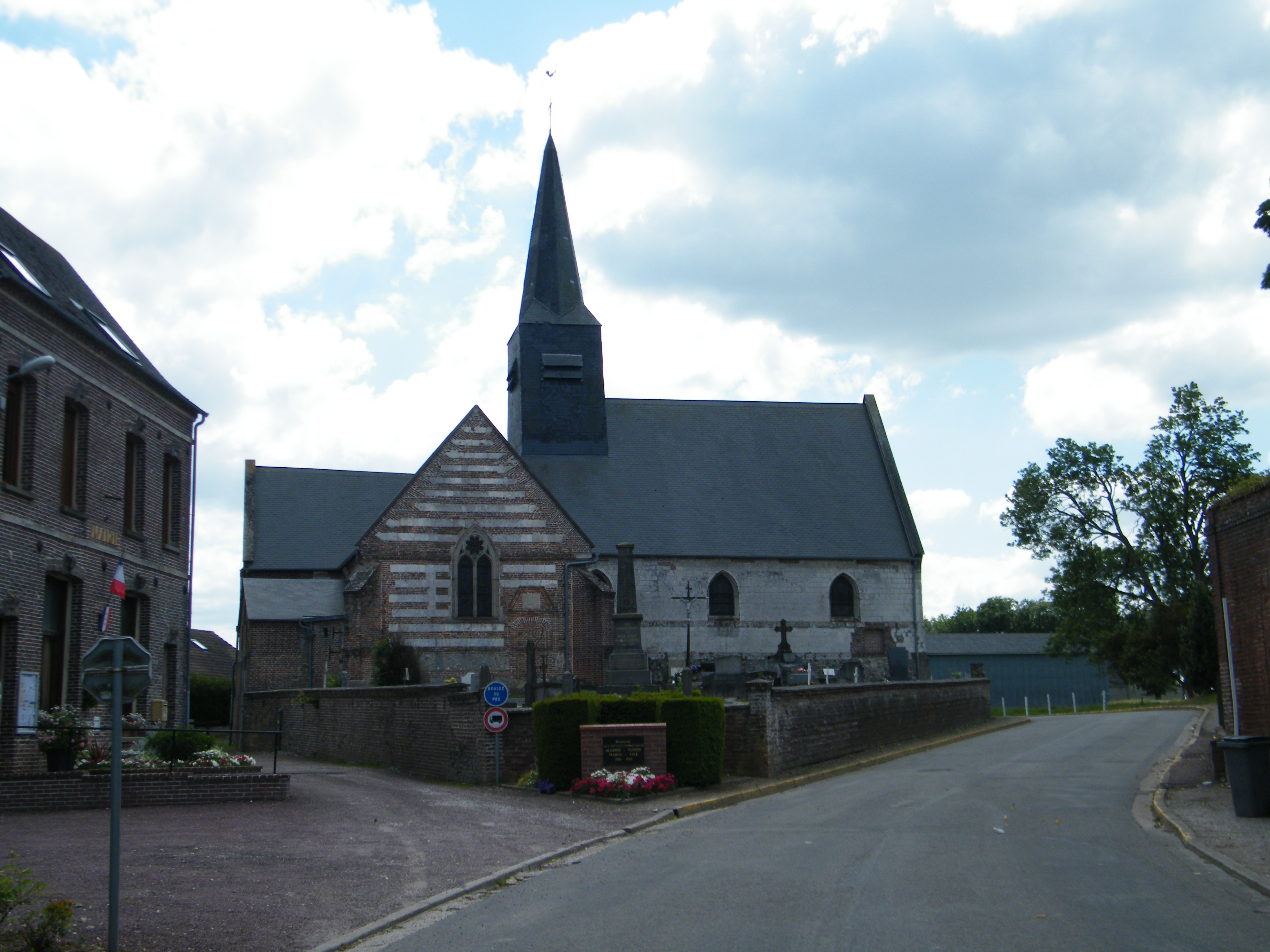
Kirche Saint-Martin
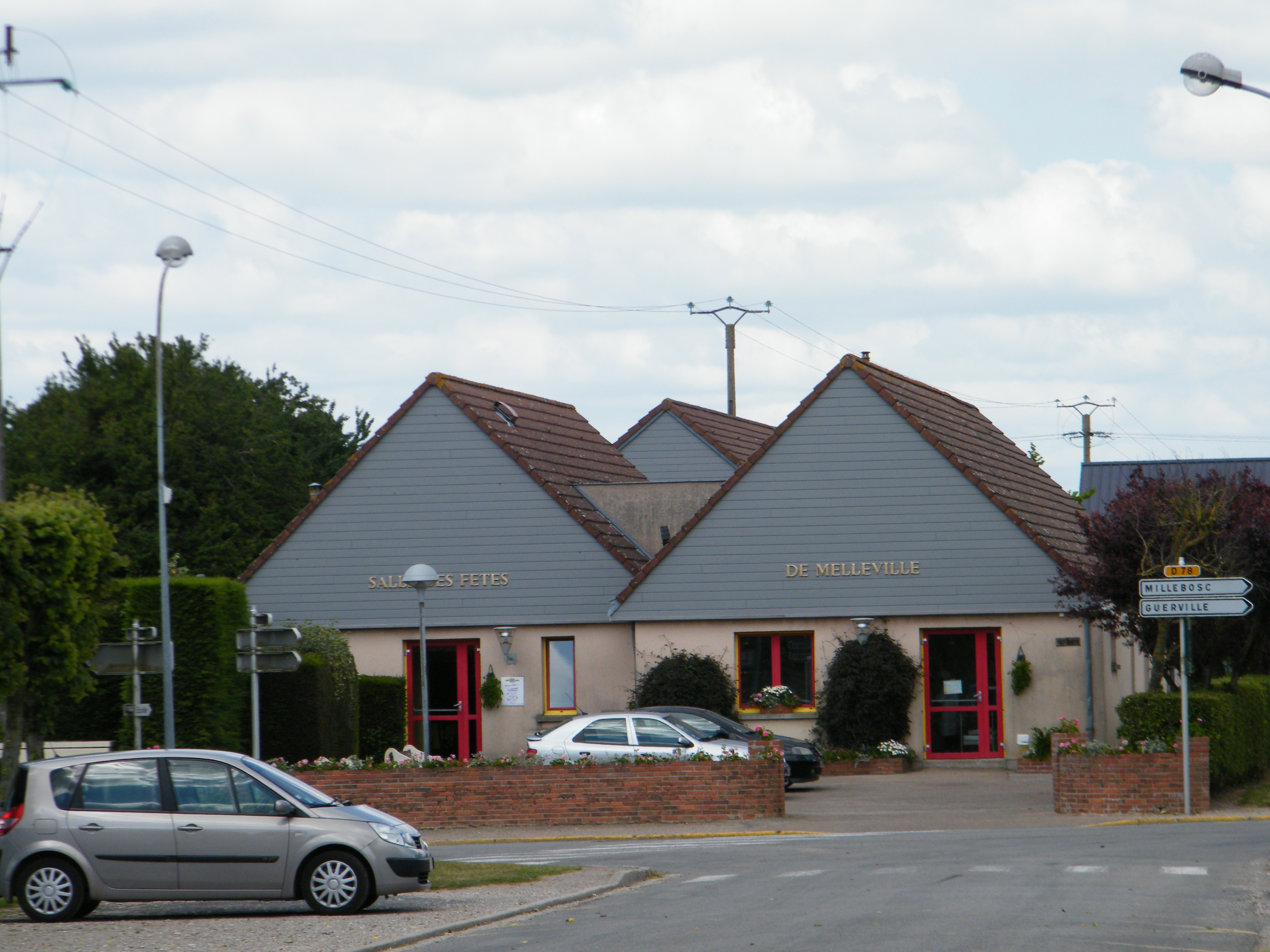
Mehrzweckhalle
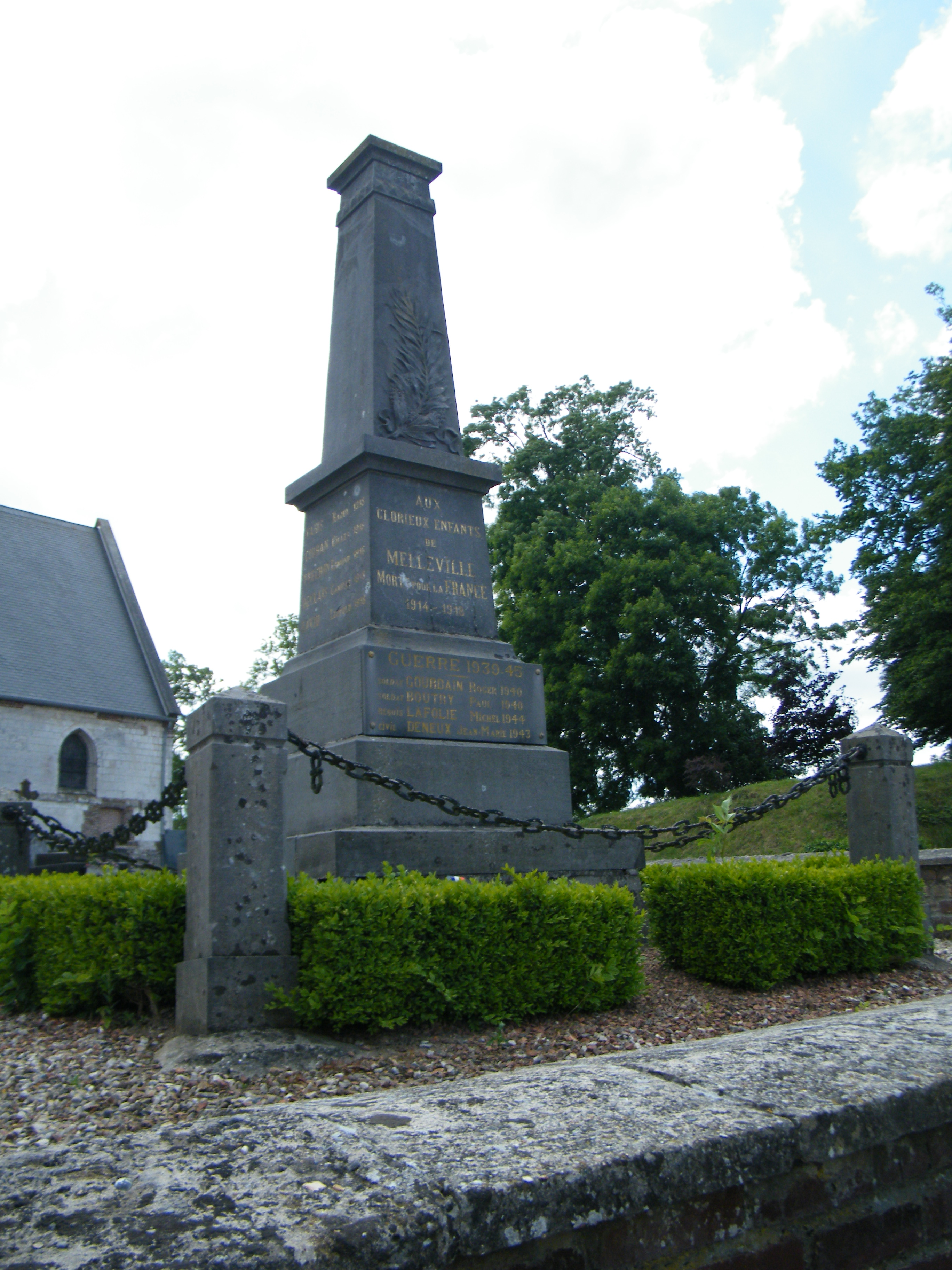
Kriegerdenkmal (Erster Weltkrieg)